# Pila-Canale
Pila-Canale är en kommun i departementet Corse-du-Sud på ön Korsika i Frankrike. Kommunen ligger  i kantonen Santa-Maria-Siché som tillhör arrondissementet Ajaccio. År 2022 hade Pila-Canale 274 invånare.

## Befolkningsutveckling
Antalet invånare i kommunen Pila-Canale
Referens:INSEE